# Xanthodes inefficiens
Xanthodes inefficiens är en fjärilsart som beskrevs av Walker 1858. Xanthodes inefficiens ingår i släktet Xanthodes och familjen trågspinnare. Inga underarter finns listade i Catalogue of Life.